# Kochhartgraben und Ammertalhänge
Das Gebiet Kochhartgraben und Ammertalhänge ist ein mit Verordnung vom 21. Dezember 1995 durch das Regierungspräsidiums Tübingen ausgewiesenes Naturschutzgebiet und ein mit Verordnung vom 5. Februar 2010 durch das Land Baden-Württemberg ausgewiesenes Europäisches Vogelschutzgebiet im baden-württembergischen Landkreis Tübingen in Deutschland.

## Lage
Das Naturschutzgebiet hat eine Fläche von 103 Hektar und liegt zwischen Hailfingen und Poltringen im Kochhartgraben und im Ammertal. Es besteht aus acht Teilgebieten. Das Gebiet gehört naturräumlich zu den Neckar- und Tauber-Gäuplatten und liegt in der geologischen Einheit des Oberen Muschelkalks.
Das insgesamt rund 54 Hektar (ha) große Vogelschutzgebiet „Kochhartgraben und Ammertalhänge“ liegt vollständig im gleichnamigen Naturschutzgebiet. Seine zwei Teilgebiete liegen östlich und westlich von Reusten, einem Ortsteil der Gemeinde Ammerbuch, und verteilen sich zu 50,42 ha (= 94,11 %) auf Ammerbucher und 3,15 ha (= 5,89 %) auf Rottenburger Gebiet.

## Beschreibung
Beschrieben wird das Gebiet „Kochhartgraben und Ammertalhänge“ als „vielgestaltige Kulturlandschaft mit Trocken-, Halbtrockenrasenkomplexe, Saumgesellschaften, Schafweiden, Hecken, Streuobstwiesen, aufgelassenen Steinbrüchen, Brachen und Bachauen“.

### Bedeutung
Das Gebiet mit Trocken- und Halbtrockenrasen, aufgelassenen Steinbrüchen und Streuobstwiesen bildet einen charakteristischen Ausschnitt der Muschelkalklandschaft im Naturraum Obere Gäue und verfügt über regelmäßige Brutvorkommen von Wanderfalken.

### Lebensraumklassen
|                                                        |                                                        |  |      |      |
| Nichtwaldgebiete mit hölzernen Pflanzen, Gestrüpp usw. | Nichtwaldgebiete mit hölzernen Pflanzen, Gestrüpp usw. |  | 27 % | 27 % |
| Mischwald                                              | Mischwald                                              |  | 11 % | 11 % |
| Binnengewässer, stehend und fließend                   | Binnengewässer, stehend und fließend                   |  | 1 %  | 1 %  |
| Melioriertes Grünland                                  | Melioriertes Grünland                                  |  | 53 % | 53 % |
| Heide, Steppe, Trockenrasen                            | Heide, Steppe, Trockenrasen                            |  | 8 %  | 8 %  |
|                                                        |                                                        |  |      |      |

## Schutzzweck
Der Schutzzweck des Naturschutzgebiets ist laut Schutzgebietsverordnung „die Erhaltung der vielgestaltigen Kulturlandschaft des Kochhartgrabens und der Ammertalhänge in ihrer besonderen Eigenart und Schönheit [...]“ sowie „die Erhaltung eines reich strukturierten Ökosystems als Lebensgrundlage für eine artenreiche Pflanzen- und Tierwelt. [...]“
Die gebietsbezogenen Erhaltungsziele sind je nach Art unterschiedlich beschrieben:

### Brutvögel
Brutvogelarten, die im Anhang I der Vogelschutzrichtlinie aufgelistet und für die in ganz Europa besondere Maßnahmen anzuwenden sind. In diese Kategorie fallen in Baden-Württemberg insgesamt 39, im Schutzgebiet „Kochhartgraben und Ammertalhänge“ drei Arten.

#### Neuntöter (Lanius collurio)

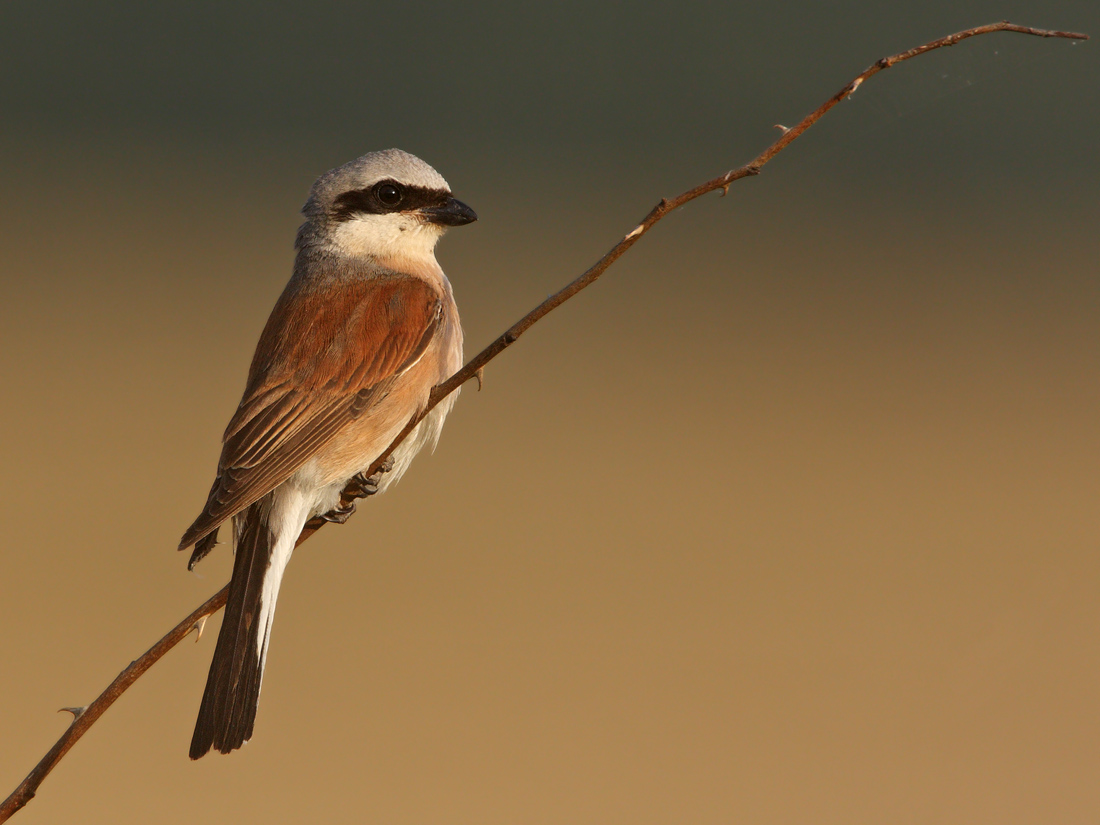
Neuntöter

Erhaltung von extensiv bewirtschafteten Streuobst-, Grünland- und Heidegebieten, von Nieder- und Mittelhecken aus standortheimischen Arten, insbesondere dorn- oder stachelbewehrte Gehölze, Erhaltung der Streuwiesen und offenen Moorränder, Erhaltung von Einzelbäumen und Büschen in der offenen Landschaft, von Feldrainen, Graswegen, Ruderal-, Staudenfluren und Brachen, Acker- und Wiesenrandstreifen, von Sekundärlebensräumen wie aufgelassene Abbaustätten mit vorgenannten Lebensstätten sowie Erhaltung des Nahrungsangebots, insbesondere mit größeren Insekten.

#### Rotmilan (Milvus milvus)

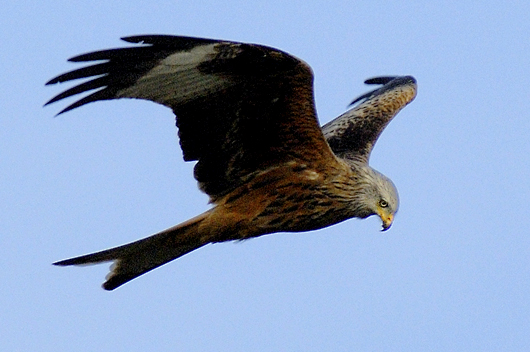
Rotmilan

Erhaltung von vielfältig strukturierten Kulturlandschaften mit lichten Waldbeständen, von Feldgehölzen, großen Einzelbäumen und Baumreihen in der offenen Landschaft, von Grünland, von Altholzinseln und alten, großkronigen Bäumen mit freier Anflugmöglichkeit, Erhaltung der Bäume mit Horsten, der Lebensräume ohne Gefahrenquellen wie nicht vogelsichere Freileitungen und Windkraftanlagen sowie die Erhaltung störungsfreier oder zumindest störungsarmer Fortpflanzungsstätten während der Fortpflanzungszeit vom 1. März bis zum 31. August.

#### Wanderfalke (Falco peregrinus)

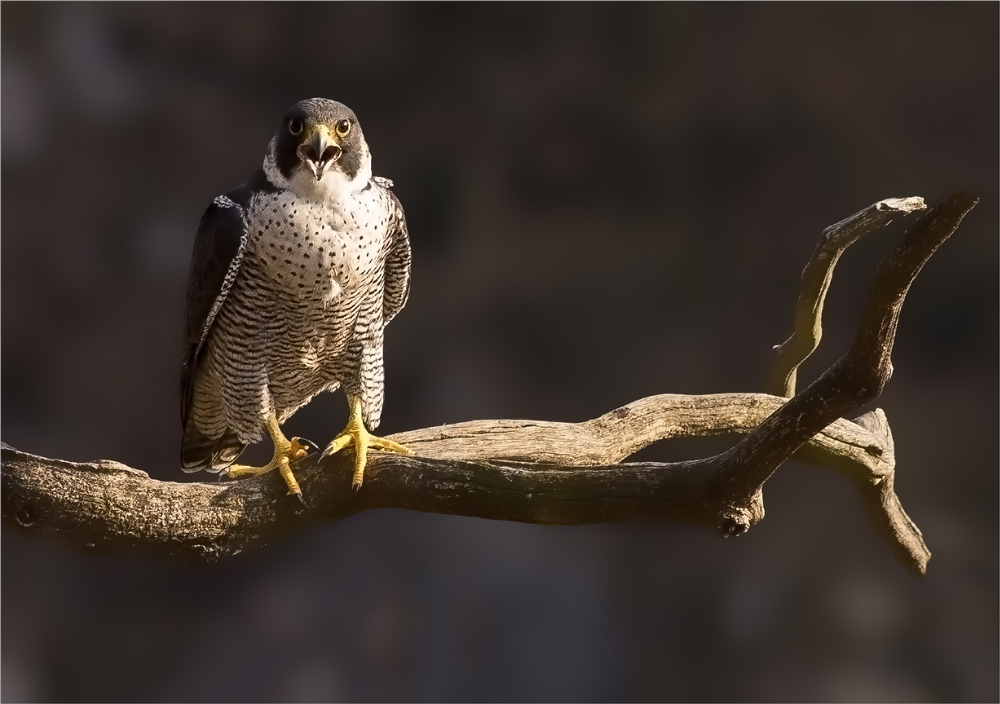
Wanderfalke

Erhaltung der offenen Felswände und von Steinbrüchen jeweils mit Höhlen, Nischen und Felsbändern, Erhaltung der Lebensräume ohne Gefahrenquellen wie nicht vogelsichere Freileitungen und ungesicherte Schornsteine sowie Erhaltung störungsfreier oder zumindest störungsarmer Fortpflanzungsstätten während der Fortpflanzung in der Zeit vom 15. Februar bis 30. Juli.

## Flora und Fauna
Zu den nennenswerten Pflanzenarten im Gebiet zählen unter anderem Schmalblättriger Lein, Ähriger Ehrenpreis, Bleigrauer Löwenzahn, Früher Ehrenpreis, Frühe Segge, Goldaster, Feinblättrige Miere, Küchenschelle, Kleines Knabenkraut, Deutscher Ziest und Gelber Zahntrost.
Das Gebiet stellt vor allem für zahlreiche Vogelarten einen wichtigen Lebensraum dar, darunter Neuntöter, Braunkehlchen und Grauammer. Auch der Wanderfalke brütet hier. Des Weiteren sind auch zahlreiche Insektenarten, darunter die Gemeine Sichelschrecke und die Blauflügelige Ödlandschrecke sowie der Zwergbläuling, der Silbergrüne Bläuling  und der Himmelblaue Bläuling vertreten.